# Aureliano Lessa
Aureliano José Lessa (Arraial do Tijuco, 1828 — Serro, 21 de fevereiro de 1861) foi um poeta brasileiro.

## Biografia
Filho de Pedro José Lessa e D. Carlota Genuína Lessa, nasceu em 1828 em Diamantina.
Estudou Direito em São Paulo, mas formou-se na Faculdade de Olinda, em 1851.
Em São Paulo, conviveu com Bernardo Guimarães. Trabalhou com procurador fiscal da Tesouraria Geral de Minas, em Ouro Preto, Minas Gerais e como advogado em Diamantina e Conceição do Serro. Não publica livros em vida; seus poemas foram reunidos no volume Poesias Póstumas, publicado em 1873, com nova edição em 1909.
Faleceu de uma "lesão cardíaca consecutiva ao alcoolismo cronico", informa Pires de Almeida, aos 33 anos (21 de fevereiro de 1861), em Conceição do Serro.

## Crítica
Poeta da segunda geração do Romantismo brasileiro, segundo o crítico Augusto de Lima,  "Aureliano Lessa escrevia principalmente para o povo, se é que ele não se preocupava simplesmente com as suas próprias impressões, dando-lhes a forma que mais convinha ao meio simples em que veio viver".

## Obras
Alberto de Oliveira inclui em suas Antologia duas poesias de Aureliano Lessa: A Tarde, e Amargura. 